# Alan Chalmers
Alan Francis Chalmers (ur. 1939) – angielski filozof nauki i profesor uczelni na Uniwersytecie w Sydney.

## Edukacja
Chalmers urodził się w Bristolu w Anglii w 1939 roku. Na Uniwersytecie w Bristolu w 1961 roku uzyskał licencjat w dziedzinie fizyki i tytuł magistra fizyki na Uniwersytecie w Manchesterze w 1964 roku. Jego doktorat z teorii elektromagnetycznej Jamesa Clerka Maxwella został nagrodzony przez Uniwersytet Londyński w 1971 roku.

## Kariera
Chalmers wyjechał do Australii na staż podoktorski w 1971 roku. Był członkiem Wydziału Filozofii Ogólnej od 1972 do 1986 r., a od 1986 do 1999 r. był kierownikiem Wydziału Historii i Filozofii Nauki na Uniwersytecie w Sydney, gdzie pozostaje honorowym profesorem uczelni. Od 1999 Chalmers jest wizytującym stypendystą na Wydziale Filozofii Uniwersytetu Flindersa.
Odznaczony został Medalem Stulecia (Centenary Medal) przez rząd australijski za „Zasługi dla nauk humanistycznych w dziedzinie historii i filozofii nauki”. W latach 1999–2010 Alan Chalmers był profesorem wizytującym na Wydziale Filozofii Uniwersytetu Flindersa, a w latach 2003-2004 w Centrum Filozofii Nauki na Uniwersytecie Pittsburskim.
Jego głównym zainteresowaniem badawczym jest filozofia nauki, jest autorem bestsellerowej książki Czym jest to, co zwiemy nauką? (What Is This Thing Called Science?), która została przetłumaczona na wiele języków.